# Näsudden
Näsudden ist eine Halbinsel im südlichen Gotland (Schweden). Dort wurden Windkraftanlagen erprobt, die als Näsudden I bis III bekannt wurden.

## Windkraftanlagen
In den 1970er Jahren fing das Unternehmen Vattenfall damit an, Verfahren zur Nutzung von Windenergie zu erforschen und zu entwickeln.  1979 wurde das südliche Gotland als geeignetes Gebiet für die Nutzung der Windenergie klassifiziert. Mit dem Prototyp einer Windkraftanlage – Näsudden I – wurden mehr Kenntnisse über die Nutzung von Windenergie gewonnen.
1983 wurde Näsudden I in Betrieb genommen und die Auswertung der gewonnenen Betriebsdaten floss zum Teil in eine staatlich finanzierte wissenschaftliche Arbeit ein. 1989 hatte der Prototyp Näsudden I ausgedient und es folgte Näsudden II.
In den 1990er Jahren wuchs Näsudden zu einem großen Windenergiepark und ist heute (Stand 2010) das Gebiet in Schweden mit der dichtesten Windkraftnutzung. Hier finden sich heute etwa 100 Windkraftanlagen, von denen Vattenfall zehn besitzt. 2004 wurde Schwedens bisher größte landbasierte Windturbine, Olsvenne 2, eingeweiht.  Die Gesamthöhe beträgt 125 Meter und der Rotor hat einen Durchmesser von 90 Metern. Man kann damit bis zu drei Megawatt elektrischer Leistung bereitstellen und pro Jahr werden etwa acht Gigawattstunden gewonnen.
Am 9. Januar 2007 wurde Näsudden II abgeschaltet.  Während seiner Lebensdauer hatte diese Windkraftanlage den Rekord für die Energieproduktion geschlagen und 61,4 GWh in 61.496 Stunden geliefert.  Am 12. April 2008 wurden die Bewohner der Nachbarschaft zur Verabschiedung von Näsudden II eingeladen.
Im Gebiet Näsudden befindet sich auch ein 120 Meter hoher Mast, der mit Messgeräten für die Temperatur, Windrichtung und Windgeschwindigkeit auf verschiedenen Niveaus ausgestattet ist. Die Aktualisierung der Messungen erfolgt im Minutentakt und alle Daten sind für die Öffentlichkeit zugänglich.
Auf Gotland gibt es insgesamt (Stand 2009) 156 Windkraftturbinen, die im Jahr 2009 200 GWh Energie produzierten. Das entspricht erneuerbarer Haushaltsenergie für etwa 37.000 Wohnhäuser.
In Näsudden wurde es der Öffentlichkeit ermöglicht, im Betrieb befindliche Windkraftanlagen zu besuchen und zu studieren.

## Naturreservat
Ein 51,5 ha großer Küstenstreifen auf der Burgsvik zugewandten Seite der Halbinsel ist als Naturreservat ausgewiesen.